# M/T Dugi otok
M/T Dugi otok je hrvatski tanker tipa aframax za prijevoz sirove nafte i naftnih prerađevina u ledenim morima. Pogodan je i za plovidbu u Sjevernom, Kineskom, Karipskom i Crnom moru. IMO broj mu je 9334727. MMSI broj je 238250000. Plovi pod hrvatskom zastavom. Matična luka je Zadar.

## Karakteristike
2004. hrvatski brodar Tankerska plovidba iz Zadra ugovorila je izgradnju dvaju brodova blizanaca s Brodosplitom. Vrijednost broda je 59,5 milijuna američkih dolara. 
Postavljen je u Splitu na navoz kao novogradnja br. 460. Aframax tanker Dugi otok sagrađen je od čelika povišene čvrstoće, zbog čega su mu limovi tanji nego za manje tankere. Nosivost broda je 108 414 t. Bruto tonaže je 59 315 tona. Brod blizanac je brod M/T Olib, koji je porinut nekoliko mjeseci poslije. Tanker Dugi otok svečano je kršten i porinut 29. ožujka 2008. godine. Kum brodu je Mario Babić, pomoćnik ministra mora, prijevoza i infrastrukture. Brod je blagoslovio fra Zlatko Šafarić iz Apostolata mora.
Tankerska plovidba preuzela je brod 15. rujna 2008., istog dana kad je svečano porinut i kršten brod blizanac Olib. Sutradan, M/T Dugi otok otplovio je na prvi posao u Egipat.
M/T Dugi otok bio je iznimno velikih dimenzija za splitsko brodogradilište. Prije spuštanja s navoza 25 metara trupa bilo je u moru, a pramac je virio s još desetak metara preko druge strane navoza.

## Vanjske poveznice
- M/T Dugi otok  Arhivirana inačica izvorne stranice od 23. rujna 2015. (Wayback Machine)